# HMS E17
HMS E17 – brytyjski okręt podwodny typu E. Zbudowany w latach 1913 - 1915 w Vickers, Barrow-in-Furness, gdzie okręt został wodowany 16 stycznia 1915 roku. Rozpoczął służbę w Royal Navy 7 kwietnia 1915 roku. Pierwszym dowódcą został Lt. Cdr. J. R. G. Moncreiffe.
Po rozpoczęciu służby w Royal Navy okręt został przydzielony do o Ósmej Flotylli Okrętów Podwodnych (8th Submarine Flotilla), stacjonującej w Harwich. Od 1914 roku jednostka odbywała patrole w rejonie Morza Północnego.
6 stycznia 1916 roku okręt E17 wszedł na mieliznę w okolicach wyspy Texel u wybrzeży Holandii. Załoga zatopiła okręt, a sama została uratowana przez holenderski okręt Hr.Ms. "Noord Brabant". Załoga została internowana.
Od 1988 roku kiosk okrętu jest w posiadaniu Royal Navy Submarine Museum w Gosport.